# 七王国的骑士
七王国的骑士（英語：A Knight of the Seven Kingdoms）是一部由美国作家乔治·R·R·马丁所写的小说集，由“邓克和伊戈的故事”的前3部的小说构成，小说的时间背景设定在《冰与火之歌》的90年前，讲述的是邓肯爵士和他的随从伊戈（伊耿五世）的故事。

## 内容
- 《雇佣骑士》（The Hedge Knight），第1篇小说，收录于1998年出版的小说集《传奇》（Legends）[3]；
- （The Sworn Sword），第2篇小说，收录于2003年出版的小说集《传奇2》（Legends II）；
- 《神秘骑士》（The Mystery Knight），第3篇小说，收录于2010年出版的奇幻小说集《战士》（Warriors）；

## 汉译本
中华人民共和国的重庆出版社在2014年出版了《七王国的骑士》的汉译本，名为《七王国的骑士》。

## 改编
2024年，HBO开始拍摄电视剧《七王国的骑士》，它改编自本小说集。